# Rebeca Silva Durán
Rebeca Silva Durán   (Guadalajara, 1955) és una actriu i model mexicana, que va destacar en el cinema de ficheras.
Silva va començar a actuar a principis de la dècada de 1970. Després de realitzar petites aparicions en produccions cinematogràfiques, va aparèixer a les sèries de televisió La tierra (1974) i La venganza (1977).
L'any 1979 va interpretar el paper principal a la pel·lícula Erótica i durant l'auge de la comèdia eròtica mexicana a la dècada de 1980 va ser un rostre molt popular juntament amb altres actrius com Angélica Chaín, Rosario Escobar, Jacaranda Alfaro i Rossy Mendoza. En aquella dècada va protagonitzar pel·lícules importants del gènere com Muñecas de medianoche, La pulquería, Un macho en la casa de citas i Esta noche cena Pancho, a més de registrar aparicions a les telenovel·les Victoria i El engaño.